# Клан (Мозел)
Клан (фр. Klang) насеље је и општина у Француској у региону Лорена, у департману Мозел.
По подацима из 2009. године у општини је живело 246 становника, а густина насељености је износила 59 становника/km².

## Демографија
| 1962. | 1968. | 1975. | 1982. | 1990. | 2011. |
| ----- | ----- | ----- | ----- | ----- | ----- |
| 210   | 222   | 237   | 256   | 252   | 246   |